# Malosco
Malosco és un municipi italià, dins de la província de Trento. L'any 2007 tenia 399 habitants. Limita amb els municipis d'Eppan an der Weinstraße, Fondo, Ronzone i Sarnonico.

## Administració
| Període | Identitat      | Partit        |
| ------- | -------------- | ------------- |
| 2005-   | Adriano Marini | Llista cívica |